# Huixtocihuatl
Huixtocihuatl lub Uixtocihuatl ("Kobieta–Sól") – w mitologii azteckiej bogini soli i rozpusty.
Huixtocihuatl była boginią słonej wody i soli oraz patronką prostytutek. Uważa się ją za drugą żonę Tlaloca – pierwszą była Chalcitlicue. Kiedy we troje rankami i wieczorami kochali się, ich wydzieliny zapełniały opróżniane stale zbiorniki z wodą Tlaloca. Bóg nie trudził się osobiście wylewaniem wody na ziemię, podejmował jedynie decyzje, gdzie, kiedy i w jakiej postaci mają być zesłane opady. Do tych zadań stworzył Tlaloków – pomocników małego wzrostu.
W azteckim kalendarzu Huixtocihuatl patronowała ósmemu miesiącu zwanego Tecuilhuitontli (Małe Święto Panów). Patronem tego czasu był również Xochipilli. Miesiąc trwał od 25 czerwca do 14 lipca.